# Клеър (езеро)
Езерото Клеър (на английски: Lake Claire) е 2-рото по големина езеро в провинция Албърта. Площта му, заедно с островите в него е 1436 км2, която му отрежда 29-о място сред езерата на Канада. Фактически езерото е най-голямото в Албърта, тъй като езерото Атабаска попада в две канадски провинции. Площта само на водното огледало без островите е 1415 км2. Надморската височина на водата е 213 м.
Езерото се намира в североизточната част на провинция Албърта, на 28 км западно от езерото Атабаска, между устията на реките Пийс и Атабаска и част от делтите им. Клеър има дължина от север на юг 63 км, а максималната му ширина е 46 км. Обемът на водната маса е много малък, едва 1,7 км3, тъй като езерото е много плитко Средната му дълбочина 1,2 м, а максималната – 2 м. От края на октомври – началото на ноември до края на юни е покрито с дебела ледена кора.
За разлика от повечето канадски езера, които са със силно разчленена брегова линия, бреговете на Клеър са сравнително слабо разчленени, с малки изключения по северното и особено по източното крайбрежие. Общата площ на островите му е 21 км2.
Площта на водосборния му басейн е около 10 000 km2, като в езерото се вливат две по-големи реки – Бърч и Макайвър. Езерото Клеър, заедно с езерото Атабаска са с еднаква надморска височина от 213 м, но през късната пролет и началото на лятото река Пийс (ляв приток на Робска река), която тече само на 10 км северно от Клеър, повишава своето ниво, нейните води започват да се вливат в езерото, а от там през по-малките езера Барил и Мамави достигат и до езерото Атабаска.
Бреговете на езерото са безлюдни, но е изключително богато на различни видове риби. То изцяло попада в националния парк „Вуд Бъфало“.
Езерото е открито през 1778 г. от канадския търговец на ценни животински кожи Питър Понд, служител на „Северозападната компания“.